# Paenibacillus alvei
Paenibacillus alvei (trước đây là Bacillus alvei) là một loài vi khuẩn thuộc bộ Bacillales. Giống như các loài khác trong chi Paenibacillus, các chủng của loài này phát triển theo kiểu lạ, giống xoáy hoặc phân nhánh. Loài này có liên quan đến bệnh ong mật châu Âu.